# Ансост
Ансо́ст (фр. Ansost, окс. Ansòst) — коммуна во Франции, находится в регионе Юг — Пиренеи. Департамент — Верхние Пиренеи. Входит в состав кантона Рабастенс-де-Бигор. Округ коммуны — Тарб.
Код INSEE коммуны — 65013.

## География

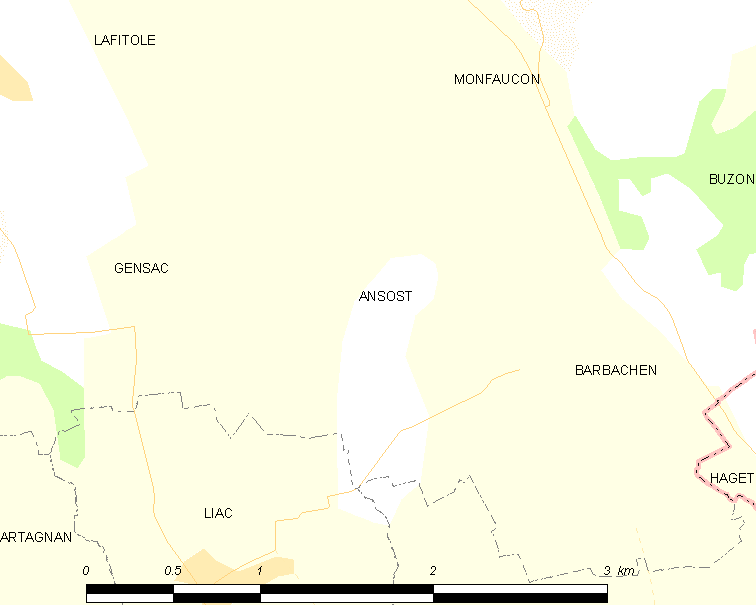
Карта коммуны

Коммуна расположена приблизительно в 630 км к югу от Парижа, в 110 км западнее Тулузы, в 23 км к северу от Тарба.

## Климат
Климат умеренно-океанический с солнечной тёплой погодой и обильными осадками на протяжении практически всего года.

## Население
Население коммуны на 2010 год составляло 56 человек.
| 1962 | 1968 | 1975 | 1982 | 1990 | 1999 | 2010 |
| ---- | ---- | ---- | ---- | ---- | ---- | ---- |
| 59   | 70   | 68   | 59   | 75   | 62   | 56   |

## Администрация
| Период | Период | Фамилия       | Партия | Примечания |
| ------ | ------ | ------------- | ------ | ---------- |
| 2001   | 2014   | Серж Де-Пра   |        |            |
| 2014   | 2020   | Бернар Руссен |        |            |

## Экономика
В 2010 году среди 33 человек трудоспособного возраста (15-64 лет) 28 были экономически активными, 5 — неактивными (показатель активности — 84,8 %, в 1999 году было 78,1 %). Из 28 активных жителей работали 28 человек (15 мужчин и 13 женщин), безработных не было. Среди 5 неактивных 2 человека были учениками или студентами, 2 — пенсионерами, 1 был неактивным по другим причинам.